# Af Trolle
af Trolle är ett namn, som bärs av två närstående svenska adelsätter. Sjöofficeren Georg Herman Trolle (1680–1765)  med rang som schoutbynacht (konteramiral) adlades 1758  med namnet af Trolle. Hans söner introducerades 1777 på svenska Riddarhuset under nummer 2105.
Sonen Henrik af Trolle föjde fadern i spåren och slutade som generalamiral. Han blev 1778  uppflyttad till den dåvarande riddarklassen och blev därmed stamfar till en kommendörsätt med nummer 2105A, medan den ursprungliga ätten fick nummer 2105B. Bägge dessa grenar fortlever.
En tredje ättegren etablerades 1802, då Henrik af Trolles svärson Carl Henrik Ekholm (1763–1819) adlades och adopterades på den adliga ättens nummer 2105B. Hans äktenskap med Margareta Constantia af Trolle (1772–1835) var emellertid barnlöst, varför denna gren utslocknade med den först adlade.
Georg Herman af Trolle uppgav själv att han härstammade från den danska Trolleätten. Detta är emellertid osäkert, och enligt en annan uppgift kom hans släkt från Karlshamn.
Kända samtida medlem är Ulf af Trolle (1919–97), företagsekonom, professor vid Handelshögskolan i Göteborg 1951–68, samt rektor där 1959–62, samt ambassadör Herman af Trolle. Ingrid af Trolle (1920–2008, gift med Georg af Trolle) som gjorde stora insatser för djurskyddet i Sverige.
Den 31 december 2020 var 39 personer med efternamnet af Trolle folkbokförda i Sverige.

## Personer med efternamnet af Trolle
- Georg Henrik Johan af Trolle (1764–1824), militär och guvernör
- Georg Herman af Trolle (1680–1765), scoutbynacht (konteramiral)
- Henrik af Trolle (militär) (1730–1784), sjömilitär
- Henrik af Trolle (författare) (1829–1886), sjömilitär och romanförfattare
- Herman af Trolle (född 1943), diplomat
- Herved af Trolle (1905–1966), jurist
- Ingrid af Trolle (1920–2008), författare och djurskyddare
- Ingrid Hjelt af Trolle (född 1949), diplomat
- Marika af Trolle (född 1952), konstnär, fotograf och keramiker
- Ulf af Trolle (1919–1997), företagsekonom, företagskonsult

## Släktträd (urval)
- Georg Herman af Trolle (1672–1765), scoutbynacht (konteramiral)
  - Georg af Trolle (1724–1811), överinspektor vid landtullarna i Skåne
  - Henrik af Trolle (1730–1784), generalamiral, uppflyttad till riddarklasen
    - Margareta Constantia af Trolle, gift med Carl Henrik Ekholm, adlad och adopterad af Trolle (1763–1819)

  - Johan af Trolle  1734–1792), kapten 
    - Georg Henrik Johan af Trolle (1764–1824), överstelöjtnant, guvernör på Saint-Barthélemy